# Regina Romero
Regina Romero   (Somerton, setembre 1974) és una política estatunidenca que ocupa el càrrec de 42a alcaldessa de Tucson des del 2019.
A més de ser l'alcaldessa de Tucson, Romero és presidenta de l'Aliança Llatina de la Conferència d'Alcaldes dels Estats Units, copresidenta d'Alcaldes contra les Armes Il·legals, membre fundador de l'Aliança d'Alcaldes per Acabar amb la Fam Infantil, i membre de la Xarxa d'Alcaldes del Clima.
Regina Romero es va llicenciar a la Universitat d'Arizona i va obtenir un certificat de postgrau a l'Escola de Govern John F. Kennedy.
Romero va treballar com a coordinadora de programes al comtat de Pima (Arizona) del 1996 al 2005. Del 2005 al 2007, va ser assessora municipal de l'Ajuntament de Tucson. Del 2007 al 2019, va ser-ne regidora.